# Heather Headley
Pour les articles homonymes, voir Headley.
Heather Headley est une chanteuse, productrice et actrice américaine d'origine trinidadienne née le 5 octobre 1974 à Barataria à Trinité-et-Tobago.
En 2000, elle remporte le Tony Award de la meilleure actrice dans une comédie musicale pour son rôle dans Aïda.
Elle a participé à de nombreuses bandes originales de films et a également sorti cinq albums studio, ce qui lui vaut notamment d'être nommée lors des Grammy Awards 2004.
En 2013, elle fait un retour sur les planches remarqué, en reprenant le rôle autrefois tenu par Whitney Houston, pour la comédie musicale The Bodyguard qui lui permet de remporter le Laurence Olivier Awards de la meilleure actrice.
Côté télévision, elle joue un rôle récurrent dans la série comique Nola Darling n'en fait qu'à sa tête et dans la dramatique et médicale Chicago Med.

## Biographie

### Jeunesse et formation
Heather Headley, née à Trinidad ou prénommée La Trinité, îles des Caraïbes, voisine du Venezuela, est la fille d'Hanna et Eric Headley. Dès l'âge de quatre ans, elle commence à jouer les styles musicaux de son pays : le calypso et autres socas.
En 1989, alors qu'elle est âgée de quinze ans, sa famille déménage à Fort Wayne, dans l'Indiana, aux États-Unis, où son père a décroché un emploi de pasteur. Là-bas, elle est choriste de tous les établissements qu'elle a fréquentés. Après avoir obtenu son diplôme, elle intègre l'Université de Northwersten pour y étudier les comédies musicales, mais doit abandonner pour participer à la production de Broadway Ragtime.

### Débuts de carrière et révélation à Broadway
En 1997, elle décroche le premier rôle féminin de la superproduction Le Roi lion, adaptation musicale et théâtrale du célèbre film d'animation du même nom de Walt Disney Pictures. Le show composé par Elton John, est un triomphe phénoménal, ce qui permet à Heather d'obtenir un rôle pour la comédie musicale suivante : Aïda.
Aïda, l'adaptation du célèbre Opéra de Verdi, apparaît en octobre 1998 à Atlanta. Heather y tient le rôle-titre aux côtés de Sherie Renee Scott. Cette production signée Walt Disney Theatrical Productions (la filiale exclusivement comédie musicale de Disney), dirigée par Robert Jess Roth, puis  agrémentée de la musique d'Elton John et des paroles de Tim Rice, est un triomphe aussi spectaculaire que Le Roi lion.
En 2000, Heather remporte alors un Tony Awards (prix décerné pour les protagonistes de comédies musicales) pour cette prestation.
Entre-temps, elle est aussi apparue dans plusieurs comédies musicales telles que : Chicago ou encore Dreamgirls, comédie musicale basée sur la vie de Diana Ross et de son groupe The Supremes, qui furent aussi des succès.

### R&B et succès
Le 8 octobre 2002, son premier album This Is Who I Am, parait chez RCA, un label du groupe BMG. L'opus résolument R&B et contenant des influences Gospel, voire roots se vend à 677 000 copies aux États-Unis. Le premier single He Is, obtient des ventes discrètes quant au second extrait I Wish I Wasn't, est un hit modéré. Cependant, le disque est remarqué, obtient plusieurs nominations et remporte l'album R&B / Soul de l'année par un artiste solo et un Lady of Soul Award lors des Soul Train Awards en 2003.
En 2004, elle obtient un petit rôle dans le film Rupture Mode D'Emploi ayant pour principal acteur Jamie Foxx, ainsi que celui d'une chanteuse dans le film Dirty Dancing 2, dont elle interprète les titres : Represent Havana Nights et Represent Cuba en compagnie du groupe Orishas.
En 2005, elle interprète Ain't It Funny pour la bande originale du film Madea, grand-mère justicière.
Le 31 janvier 2006, elle publie un second enregistrement, prénommé In My Mind. Le titre du même nom qui officie en tant que premier single et produit par la célèbre India Arie, s'érige à la première place du Billboard Hot Dance Music/Club Play charts. Les autres titres Me Time et Jesus Is Love, sont eux aussi succès. Malgré son classement à la première place du U.S. Billboard Top R&B Albums, ce disque ne bénéficie en aucun cas d'autres singles car Heather Headley s'étant engagée sur un projet musical au même moment, ne put concilier plus largement la promotion de ce disque.
En 2007, elle est invitée à co-interpréter The Prayer lors d'un concert du Ténor italien Andrea Bocelli. Sa prestation étant remarquée, elle permet à Heather de se produire à plusieurs reprises et ainsi de faire naître une belle amitié artistique entre eux.
Le 13 janvier 2009, elle sort son troisième album prénommé Audience Of One, disque contenant exclusivement des reprises Gospel. Le disque cartonne, atteint la première place des charts Gospel aux États-Unis et lui permet de remporter le prix du meilleur album Gospel lors des Grammy Awards.
Le 18 janvier 2009, elle apparaît à la cérémonie d'investiture de Barack H. Obama, aux côtés de nombreuses célébrités telles que : Aretha Franklin, Mariah Carey, Will.i.am ou encore Josh Groban, puis collabore avec Al Green, sur People Get Ready, titre extrait d'une compilation Gospel prénommé Oh Happy Day: An All-Star Music Celebration.
Le 29 mai 2012, le label BMG / Sony Music publie la compilation Playlist : The Very Best Of Heather Headley.
Le 25 septembre 2012, elle sort son quatrième opus Only One In The World, comprenant les reprises : The Reason d'Hoobastank, River Deep, Mountain High de Ike and Tina Turner ou encore Run to You de Whitney Houston...

### Retour sur les planches et télévision
En novembre 2012, elle interprète le rôle de Rachel Marron dans The Bodyguard, adaptation musicale dont Whitney Houston fut l'héroïne sur grand écran.
En 2013, elle interprète Can You Feel The Love Tonight en compagnie du groupe Il Divo à America Got's Talent, chanson issue de la comédie musicale Le Roi lion, qu'ils interprètent aussi à Broadway en concert limités. La même année, elle remporte le prix de la meilleure actrice pour la comédie musicale The Bodyguard lors des Oliver Awards et une nomination pour ce même titre lors de Whatsonstage.com Awards.
En 2014, elle reprend le rôle de Rachel Marron dans la reprise de The Bodyguard, l'adaptation musicale de Broadway. La même année, elle apparait sur les titres My Grown Up Christmas List et sur All You Need Is Love, extraits de l'opus The 25th Of December de Dav Koz.
Dès la fin de la comédie musicale The Bodyguard, elle reprend en 2016, le rôle principal de Jennifer Hudson dans la comédie musicale La Couleur Pourpre.
En 2017, elle obtient le rôle du Dr Jamison dans une poignée d’épisodes de la série à succès de la plateforme Netflix, Nola Darling n'en fait qu'à sa tête.
L'année suivante, elle intègre la distribution récurrente de la série médicale Chicago Med, dès le dernier épisode de la saison 3. Elle y incarne une diplômée d'Harvard, embauchée pour réduire les coûts des urgences qui se retrouve en conflit avec le personnage incarné par Sharon Epatha Merkerson,. Toujours en 2018, elle annonce la parution d'un nouvel album intitulé Broadway My Way, qui sort le 14 novembre.
En 2019, elle décroche l'un des premiers rôles d'une série de la plateforme Netflix, Sweet Magnolias, aux côtés de Joanna García et Brooke Elliott,,,. Diffusée en 2020, la série est commercialisée sous le titre A l'ombre des magnolias. Au cinéma, elle accepte un rôle secondaire dans le film biographique centré sur Aretha Franklin, Respect, porté par l'interprétation de Jennifer Hudson.

### Vie privée
Depuis 2003, elle est en couple avec le joueur de football américain Brian Musso. Ensemble, ils ont trois enfants.

## Discographie

### Albums studio
- 2002 : This Is Who I Am
- 2006 : In My Mind
- 2009 : Audience Of One
- 2012 : Only One In The World
- 2018 : Broadway My Way

### Bandes originales
- 1998 : Love Will Find A Way (bande originale du film Le Roi lion 2)
- 2001 : Just One Dream (bande originale du film Golden Dreams)
- 2004 : He Is (bande originale du film Breakin' All The Rules)
- 2004 : Represent Havana Nights (en duo avec Orishas) et Represent Cuba (en duo avec Orishas) (bande originale du film Dirty Dancing 2)
- 2005 : Ain't It Funny (bande originale du film Madea, grand-mère justicière)

## Théâtre - Broadway
Sauf indication contraire ou complémentaire, les informations mentionnées dans cette section proviennent de la base de données IBDb.
- 1997 : Le Roi lion
- 1999-2004 : Aïda
- 2000-2001 : Chicago
- 2001 : Dreamgirls
- 2012 : The Bodyguard
- 2013 : Il Divo - A Musical Affair
- 2015-2017 : La couleur pourpre

## Filmographie

### Cinéma
- 2001 : Elmo's Magic Cookbook de Lisa Simon et Ted May : Pocket Queen (vidéofilm)
- 2004 : Dirty Dancing 2 de Guy Ferland : Rosa Negra Singer
- 2021 : Respect de Liesl Tommy : Clara Ward

### Télévision

#### Séries télévisées
- 2017 - 2019 : Nola Darling n'en fait qu'à sa tête : Dr Jamison (rôle récurrent -  saisons 1 à 2, 7 épisodes)
- 2018 - 2020 : Chicago Med : Gwen Garrett (rôle récurrent - saisons 3, 4 et 5, 13 épisodes)
- 2019 : La Garde du Roi lion : Fikiri (animation - voix originale, 1 épisode)
- 2020 : À l'ombre des Magnolias : Helen Decatur (rôle principal - 10 épisodes)

## Distinctions
Sauf indication contraire ou complémentaire, les informations mentionnées dans cette section proviennent des bases de données IBDb et IMDb.

### Récompenses
- Drama Desk Awards 2000 : meilleure actrice dans une comédie musicale pour Aida
- Tony Awards 2000 : meilleure actrice dans une comédie musicale pour Aida
- Sarah Siddons Awards 2000 : pour ses rôles dans les théâtres de Chicago
- Soul Train, Lady Of Soul Awards 2002 :
  - meilleur album de R&B/soul de l'année pour son disque This Is Who I Am
  - meilleure nouvelle artiste R&B/Soul ou Rap pour son disque He Is
- Laurence Olivier Awards 2013 : meilleure actrice dans une comédie musicale pour The Bodyguard

### Nominations
- BET Awards 2003 : meilleure artiste féminine R&B
- 46e cérémonie des Grammy Awards 2004 : 
  - meilleur nouvel artiste
  - meilleure performance féminine de R&B pour I Wish I Wasn't
- Whatsonstage.com Awards 2013 : meilleure actrice dans une comédie musicale pour The Bodyguard